# Tibor Rab
Tibor Rab (Gödöllő, 2 ottobre 1955) è un ex calciatore ungherese, di ruolo difensore.

## Palmarès

### Club

#### Competizioni nazionali
- Campionato ungherese: 2

Ferencváros: 1975-1976, 1980-1981
- Coppa d'Ungheria: 2

Ferencváros: 1975-1976, 1977-1978